# 秃叶党参
秃叶党参（学名：Codonopsis farreri）为桔梗科党参属的植物，为中国的特有植物。分布在中国大陆的云南等地，生长于海拔3,600米至4,000米的地区，一般生于高山森林地带，目前尚未由人工引种栽培。

## 异名
- Codonopsis farreri Anthony var. grandiflora S. H. Huang